# Fomento
Fomento ist ein Stadtteil der osttimoresischen Landeshauptstadt Dili im Suco Comoro (Verwaltungsamt Dom Aleixo, Gemeinde Dili).

## Lage und Einrichtungen
Zu Fomento gehören grob die Aldeias Fomento I, Fomento II und Fomento III. Der Stadtteil nimmt das Ostufer des Rio Comoros im Suco Comoro ein. Fomento I liegt nördlich der Avenida de Hudi-Laran, Fomento II und III südlich. Die Avenida Nicolau Lobato bildet die Grenze von Fomento nach Norden, die Rua Hás-Laran. Das Viertel von Fomento III und der Norden von Fomento II wird auch Haslaran genannt.
Der Rio Comoro führt nur in der Regenzeit Wasser. Die Avenida Nicolau Lobato überquert das Flussbett über die CPLP-Brücke. Weiter südlich verbindet die Hinodebrücke die Rua Tali Laran I am Westufer mit der Avenida de Hudi-Laran.
In Fomento I befindet sich das zentrale Dieselkraftwerk der Electricidade de Timor-Leste, der Campus Fomento des East Timor Institute of Business, die Kirche und Schule der Siebenten-Tags-Adventisten und eine weitere protestantische Kirche an der Avenida Nicolau Lobato. In Fomento II befindet sich die Grundschule Fomento, die katholische Sekundarschule São José und der Campus C und D des East Timor Institute of Business sowie das Hospital Fomento II.